# Ashmunella
Ashmunella är ett släkte av snäckor. Ashmunella ingår i familjen Polygyridae.

## Bildgalleri

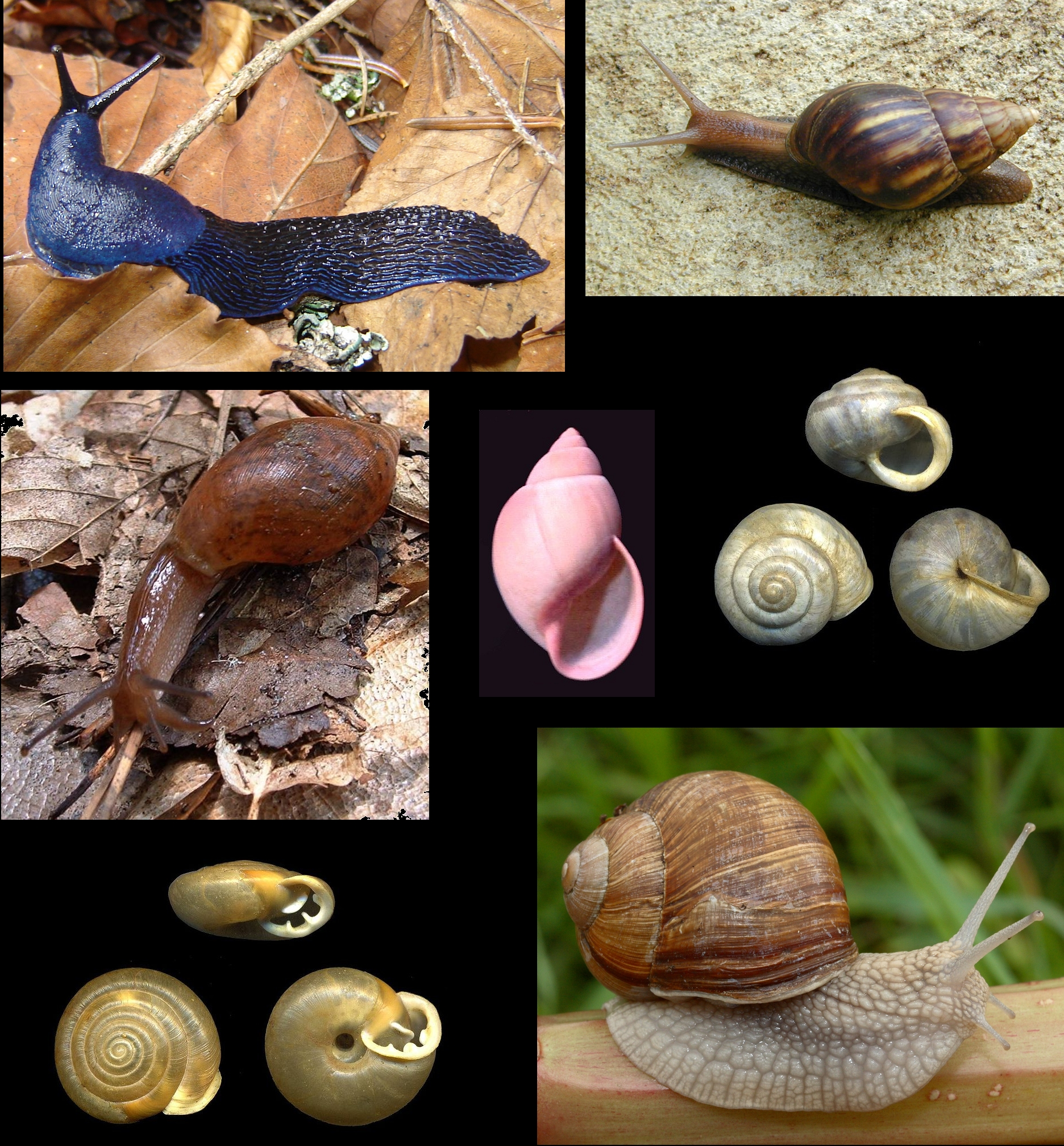

## Dottertaxa tillAshmunella, i alfabetisk ordning[1]
- Ashmunella amblya
- Ashmunella angulata
- Ashmunella animasensis
- Ashmunella ashmuni
- Ashmunella auriculata
- Ashmunella bequaerti
- Ashmunella binneyi
- Ashmunella carlsbadensis
- Ashmunella chiricahuana
- Ashmunella cockerelli
- Ashmunella danielsi
- Ashmunella edithae
- Ashmunella esuritor
- Ashmunella ferrissi
- Ashmunella harrisi
- Ashmunella hebardi
- Ashmunella kochii
- Ashmunella lenticula
- Ashmunella lepiderma
- Ashmunella levettei
- Ashmunella macromphala
- Ashmunella mearnsii
- Ashmunella mendax
- Ashmunella mogollonensis
- Ashmunella mudgei
- Ashmunella organensis
- Ashmunella pasonis
- Ashmunella pilsbryana
- Ashmunella proxima
- Ashmunella pseudodonta
- Ashmunella rhyssa
- Ashmunella rileyensis
- Ashmunella salinasensis
- Ashmunella sprouli
- Ashmunella tetrodon
- Ashmunella thomsoniana
- Ashmunella todseni
- Ashmunella walkeri
- Ashmunella varicifera